# Uramita
Uramita es un municipio de Colombia, se encuentra ubicado en la subregión Occidente del departamento de Antioquia. Limita por el norte y oeste con el municipio de Dabeiba, por el este con los municipios de Peque y Cañasgordas y por el sur con los municipios de Cañasgordas y Frontino. Su cabecera dista 142 kilómetros de la ciudad de Medellín, capital del departamento de Antioquia. El municipio posee una extensión de 236 kilómetros cuadrados.

## Toponimia
Según el historiador antioqueño 'Jaime Sierra García, la denominación “Uramita” proviene de Urai: Limpiar, por lo tanto Uramita, según él, es “tierra limpia”.
la otra versión es que Uramita significa totuma pequeña, contrario a Urama que significa totuma grande.

## Historia
La zona donde se encuentra Uramita fue habitada desde antiguo por las comunidades indígenas de la etnia de los catíos. 
En 1875 Julián Ruiz y su esposa Adelaida Cobaleda fundaron un caserío que giraba alrededor de las actividades mineras en las zonas de El Salado y en el Río Uramita.
En 1938 se inauguraron las obras de la Vía al Mar y se creó la Inspección de Uramita, situada en la desembocadura del río con ese nombre. Finalmente, en 1978, mediante ordenanza 043, Uramita fue erigido Municipio, tomando los corregimientos Ambalema (municipio de Frontino), Orobajo (municipio de Cañasgordas) y Encalichada (municipio de Dabeiba).

## Generalidades
- Fundación: El 15 de abril de 1875
- Erección en municipio: ordenanza 43 de 1978
- Apelativo: “Fonda Caminera”

Está comunicado por carretera con los municipios de Dabeiba, Peque, Cañasgordas y Frontino

## División Político-Administrativa
Además de su Cabecera municipal. Uramita tiene bajo su jurisdicción los siguientes corregimientos (de acuerdo a la Gerencia departamental):
- Ambalema
- El Pital

## Demografía
Población Total: 6 888 hab. (2018)
- Población Urbana: 2 111
- Población Rural: 4 777

Alfabetismo: 69.9% (2005)
- Zona urbana: 82.0%
- Zona rural: 65.0%

### Etnografía
Según las cifras presentadas por el DANE del censo 2005, la composición etnográfica del municipio es:
- Mestizos & blancos (98,3%)
- Indígenas (1,3%)
- Afrocolombianos (0,4%)

## Economía
- Agrícola: Cacao, Maíz, Fríjol, Frutales, Caña, Café, Algodón, es el único municipio del mundo que cultiva algodón en filos.[cita requerida] Además cuenta con una máquina desmotadora para la producción de este producto.
- Ganadería: Lechera y de Levante.
- Comercio activo.

## Fiestas
- Fiestas de Santa Ana, 26 de julio
- Celebración Cumpleaños de Vida Municipal, mayo 05 al 08
- Fiestas de la Paz y del Progreso. Diciembre 07 al 10. Esta es la fiesta o celebración más emblemática de Uramita.
- Fiestas ecoturísticas del occidente antioqueño, se lleva a cabo cada dos años en el mes de junio.

## Sitios de interés
Patrimonio histórico artístico:
- Parque Principal

- Iglesia Parroquial de Santa Ana

Patrimonio natural:
- Cueva de Orobajo, en el paraje El Limó
- Cordón de cascadas del Río Sucio
- Charcos Remance, El ronco, Las ollitas etc.
- Río Sucio, Uramita y Verde. Estos tres ríos crean numerosas piscinas naturales en todo su recorrido, sitios de esparcimiento para los pobladores, caminantes y turistas. El río Sucio es además apto para la pesca
- Charcos El Remance.

Las piscinas naturales para baño son el atractivo principal de esta población.
- Balneario El Pital. Este balneario posee tobogán, placa polideportiva, bar, camerinos, parque infantil, chorro para enguayabados, caseta y discoteca con pista de baile y juego de luces.
- Río Sucio El Guibán. El río forma diferentes piscinas naturales para baño a su paso. Ideales en días de sol
- Río de Juntas. Este río forma en su recorrido piscinas naturales entre las que están Las Ollitas y El Ronco. Además es un lugar apto para realizar paseos.
- Piscina en el malecón 2 y en el barrio la urbanización.
- En los ríos de Uramita se puede practicar deportes extremos como Rafting, canotaje, kajak
- Las montañas que tiene el Municipio son aptas para la práctica del Parapente.